# Tetragnatha visenda
Tetragnatha visenda là một loài nhện trong họ Tetragnathidae.
Loài này thuộc chi Tetragnatha. Tetragnatha visenda được miêu tả năm 1957 bởi Chickering.